# Variabile casuale

Questo grafico mostra come la variabile casuale è una funzione da tutti i possibili risultati a valori reali.

In matematica, e in particolare nella teoria della probabilità, una variabile casuale (detta anche variabile aleatoria o variabile stocastica) è una variabile che può assumere valori diversi in dipendenza da qualche fenomeno aleatorio. Ad esempio, il risultato del lancio di un dado bilanciato a sei facce può essere matematicamente modellato come una variabile casuale che può assumere uno dei sei possibili valori {\displaystyle 1,2,3,4,5,6} e ogni valore ha probabilità {\displaystyle 1/6} di presentarsi. 
Il termine «aleatorio» deriva dal latino alea (gioco di dadi) ed esprime il concetto di rischio calcolato. La denominazione alternativa stocastico è stata introdotta da Bruno de Finetti. Il termine «casuale» deriva dal latino casualis.

## Storia
Ancorché non formalizzato, il concetto della distribuzione statistica attorno ad una media era noto fin dall'antichità. Leggiamo infatti nel Fedone di Platone:
«In che senso?» feci.

«È lo stesso delle cose molto piccole e molto grandi. Credi forse che sia tanto facile trovare un uomo o un cane o un altro essere qualunque molto grande o molto piccolo o, che so io, uno molto veloce o molto lento o molto brutto o molto bello o tutto bianco o tutto nero? Non ti sei mai accorto che in tutte le cose gli estremi sono rari mentre gli aspetti intermedi sono frequenti, anzi numerosi?»»
(Platone, Fedone, XXXIX)

## Definizione
Più formalmente, dato uno spazio di probabilità {\displaystyle (\Omega ,{\mathcal {F}},\nu )} (dove {\displaystyle {\Omega }} è un insieme detto spazio campionario o insieme degli eventi, {\displaystyle {\mathcal {F}}} è una sigma-algebra su {\displaystyle {\Omega }} e {\displaystyle \nu } è una misura di probabilità) e dato uno spazio misurabile {\displaystyle (E,{\mathcal {E}})}, una {\displaystyle (E,{\mathcal {E}})}-variabile aleatoria è una funzione misurabile {\displaystyle X\colon \Omega \to E} dallo spazio campionario ad {\displaystyle E}.
In questa definizione si intende che una funzione {\displaystyle X} è misurabile se per ogni {\displaystyle A\in {\mathcal {E}}} si ha che {\displaystyle X^{-1}(A)\in {\mathcal {F}}}. Questa definizione di misurabilità è una generalizzazione di quella definita da Lindgren (1976):

una funzione {\displaystyle X} definita sullo spazio campionario {\displaystyle {\Omega }} si dice misurabile rispetto al campo di Borel {\displaystyle {\mathcal {B}}} se e solo se l'evento {\displaystyle \{\omega \in \Omega :X(\omega )\leq \lambda \}} appartiene a {\displaystyle {\mathcal {B}}} per ogni {\displaystyle {\lambda }}. 

Se {\displaystyle E} è uno spazio topologico e {\displaystyle {\mathcal {E}}} è la sigma-algebra di Borel allora {\displaystyle X} è detta anche {\displaystyle E}-variabile aleatoria. Inoltre se {\displaystyle E=\mathbb {R} ^{n}} allora {\displaystyle X} è detta semplicemente variabile aleatoria.
In altre parole una variabile aleatoria {\displaystyle X} è un modo per indurre una misura di probabilità sullo spazio misurabile di arrivo {\displaystyle E} a partire dalla misura di probabilità definita sull'insieme degli eventi {\displaystyle \Omega }.
- Le variabili casuali a una dimensione (cioè a valori in {\displaystyle \mathbb {R} }) si dicono semplici o univariate.
- Le variabili casuali a più dimensioni si dicono multiple o multivariate (doppie, triple, {\displaystyle k}-uple).
- Le variabili casuali a valori matriciali si dicono matrici aleatorie.

Variabili casuali che dipendono da un parametro t (dove t sta solitamente per tempo) vengono 
considerate processi stocastici.

## Distribuzione di probabilità
La misura di probabilità indotta sullo spazio misurabile di arrivo {\displaystyle (E,{\mathcal {E}})} da una variabile aleatoria {\displaystyle X}, a partire dalla misura di probabilità {\displaystyle \nu } su {\displaystyle (\Omega ,{\mathcal {F}})}, è detta la distribuzione, o legge, di probabilità, di {\displaystyle X}, è indicata con {\displaystyle P_{X}} ed è definita nel seguente modo
{\displaystyle P_{X}(A):=\nu (X^{-1}(A)),}
per ogni {\displaystyle A\in {\mathcal {E}}}. Essa è ben definita proprio perché {\displaystyle X^{-1}(A)\in {\mathcal {F}}} per ogni {\displaystyle A\in {\mathcal {E}}}. Quando la variabile aleatoria è chiara dal contesto spesso si omette il pedice {\displaystyle X}. Per brevità, invece di scrivere {\displaystyle \nu (X^{-1}(A))} o {\displaystyle \nu (\{\omega \in \Omega :X(\omega )\in A\})} spesso si usa la notazione
{\displaystyle P_{X}(A)=P(X\in A).}
Per variabili aleatorie a valori reali, la legge di probabilità della variabile casuale {\displaystyle X} è chiamata funzione di ripartizione ed è definita come {\displaystyle F(x)=P(X\leq \ x)}. 
In generale le distribuzioni di probabilità sono divise in due classi:
- se la variabile casuale {\displaystyle X} è discreta, cioè l'insieme dei possibili valori (il rango o immagine di {\displaystyle X}) è finito o numerabile, la distribuzione di probabilità è una distribuzione discreta ed è chiamata funzione di massa (o funzione massa di probabilità o densità discreta):

{\displaystyle p(x)=P(X=x)}
- se la variabile casuale {\displaystyle X} è continua, cioè l'insieme dei possibili valori ha la potenza del continuo, la distribuzione di probabilità è una distribuzione continua ed è definita come:

{\displaystyle P(X\in A)=\int _{A}f(x)dx}
dove {\displaystyle f} è una funzione non negativa chiamata funzione di densità di probabilità.
Descrivere un fenomeno aleatorio, cioè un fenomeno che sia caratterizzabile da una variabile aleatoria, vuol dire descriverlo in termini di distribuzione di probabilità e dei suoi parametri, come il valore atteso e la varianza.

## Alcune variabili casuali utilizzate in statistica
Le variabili casuali si dividono principalmente in due grandi classi, discrete e continue (o assolutamente continue):
Esempi del primo tipo:
- variabile casuale uniforme discreta
- variabile casuale bernoulliana, caso particolare della Binomiale
- variabile casuale binomiale
- variabile casuale poissoniana detta pure "legge degli eventi rari"
- variabile casuale geometrica, caso particolare della distribuzione di Pascal
- variabile casuale ipergeometrica
- variabile casuale degenere

Esempi del secondo tipo:
- variabile casuale normale o gaussiana
- variabile casuale Gamma o Erlanghiana
- variabile casuale t di Student
- variabile casuale di Fisher-Snedecor
- variabile casuale esponenziale negativa, caso particolare della v.c. Gamma
- variabile casuale Chi Quadrato χ², caso particolare della v.c. Gamma
- variabile casuale Beta
- variabile casuale rettangolare o uniforme continua
- variabile casuale di Cauchy

Tali classi non sono però esaustive della famiglia delle variabili casuali; esiste anche una terza classe, delle variabili casuali singolari o continue singolari, come la variabile casuale di Cantor.
Il teorema di rappresentazione di Lebesgue ci assicura che ogni funzione di ripartizione (e dunque ogni variabile casuale) è rappresentabile come combinazione convessa di una funzione di ripartizione discreta, una continua e una singolare. Variabili casuali che non appartengono a nessuna delle tre classi vengono dette miste.
Si può comunque dimostrare che le classi delle variabili casuali discrete e delle variabili casuali continue sono dense nella classe di tutte le variabili casuali rispetto alla convergenza in distribuzione, cioè per ogni variabile casuale esiste una successione di v.c. discrete (rispettivamente continue) che converge in distribuzione alla variabile data.